# Brzostkowo
Brostkowo (deutsch Brostkersten) ist ein Ort in der polnischen Woiwodschaft Ermland-Masuren. Er gehört zur Gmina Bartoszyce (Landgemeinde Bartenstein) im Powiat Bartoszycki (Kreis Bartenstein (Ostpr.)).

## Geographische Lage
Brzostkowo liegt in der nördlichen Mitte der Woiwodschaft Ermland-Masuren, 29 Kilometer südöstlich der früheren und heute auf russischem Staatsgebiet gelegenen früheren Kreisstadt Friedland (russisch Prawdinsk) bzw. fünf Kilometer südwestlich der heutigen Kreismetropole Bartoszyce (deutsch Bartenstein).

## Geschichte
Das spätere große Vorwerk Brosikerstenn wurde vor 1522 gegründet und nach 1570 Brostnärsten und vor 1785 Brostkarsten genannt. Der kleine Ort, der im Jahre 1910 53 Einwohner zählte, war Teil des Gutsbezirks Groß Schwaraunen (polnisch Szwaruny) im ostpreußischen Kreis Friedland (1927 bis 1945 Kreis Bartenstein),, wobei der Gutsbezirk Groß Schwaraunen am 30. September 1928 in die „Landgemeinde Groß Schwaraunen“ umgebildet wurde.
Als 1945 in Kriegsfolge das gesamte südliche Ostpreußen an Polen fiel, erhielt Brostkersten die polnische Namensform „Brzostkowo“. Der kleine Ort ist heute Teil der Landgemeinde Bartoszyce (Bartenstein) im Powiat Bartoszycki (Kreis Bartenstein (Ostpr.)), von 1975 bis 1998 der Woiwodschaft Olsztyn, seither der Woiwodschaft Ermland-Masuren zugehörig.

## Religion
Christentum
Bis 1945 war Brostkersten in die evangelische Stadtkirche Bartenstein in der Kirchenprovinz Ostpreußen der Kirche der Altpreußischen Union, außerdem in die römisch-katholische St.-Bruno-Kirche Bartenstein im damaligen Bistum Ermland eingepfarrt.
Heute gehört Brostkowo katholischerseits weiterhin zu Bartoszyce, wobei die dortige Pfarrei jetzt zum Erzbistum Ermland gehört. Auch evangelischerseits ist der Bezug zur Gemeinde in der Kreisstadt geblieben, wobei diese jetzt eine Filialgemeinde der Johanneskirche in Kętrzyn (Rastenburg) in  der Diözese Masuren der Evangelisch-Augsburgischen Kirche in Polen ist.

## Verkehr
Brzostkowo liegt östlich der polnischen Landesstraße 57 – hier auf der Trasse der einstigen deutschen Reichsstraße 128 – und ist über den Abzweig Brzostkowo auf direktem Wege zu erreichen. Eine Bahnanbindung besteht nicht.